# San Pietro (Funes)

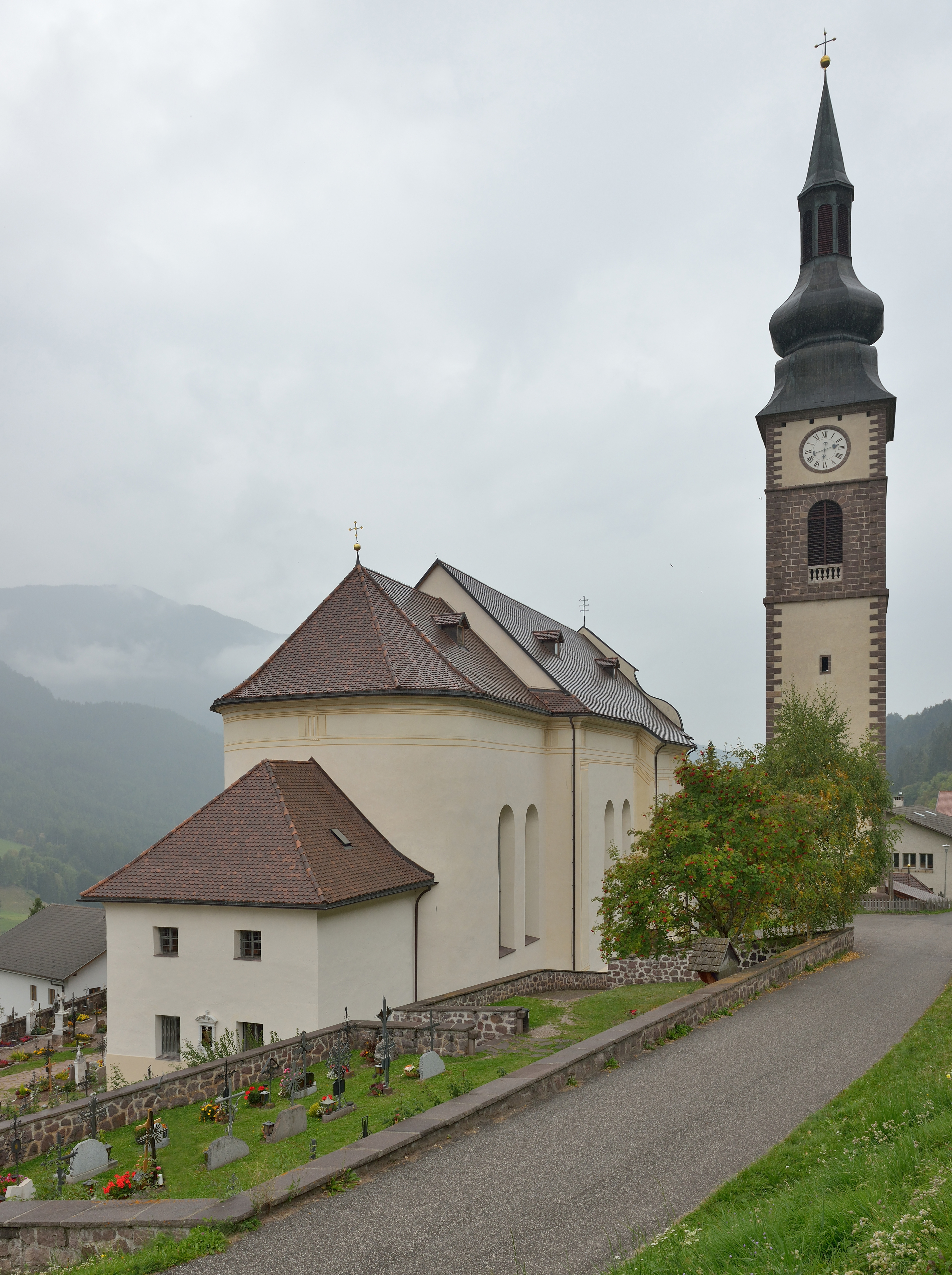
Chiesa di San Pietro e San Paolo, presso il paese di San Pietro

San Pietro (St. Peter in tedesco) è una frazione del comune di Funes in Alto Adige.

## Geografia fisica
San Pietro si trova a 1150 m slm al centro della Val di Funes ed è il punto di partenza di numerosi sentieri escursionistici. Si raggiunge dalla Valle Isarco tramite una strada di valle ben sviluppata. Si prosegue per Santa Maddalena fino alla Malga Zanser Alm, dove inizia il Parco Naturale Puez-Odle. Sopra San Pietro una strada più piccola conduce attraverso il Russiskreuz nella Val d'Afer e poi al Kofeljoch, al Passo delle Erbe e alla Val Badia. È anche possibile arrampicarsi su sentieri escursionistici ben segnalati nella Val Gardena. Anche il gruppo di case Pitzak sull'altro lato della valle appartiene a San Pietro.

## Monumenti e luoghi d'interesse

### Architetture religiose
- Chiesa parrocchiale. Consacrata agli apostoli Pietro e Paolo, fu costruita alla fine del XVIII secolo su progetto del costruttore bolzanino Matthäus Wachter e consacrata nel 1801. I dipinti del soffitto in stile tardo barocco sono stati creati dal pittore tirolese Joseph Schöpf. Si dice che una chiesa precedente sia stata menzionata per la prima volta nel 1058. Il campanile con la cupola a cipolla fu costruito nel 1897. È alto 65 m.
- Santuario della peste. All'estremità orientale del villaggio (Panoramaweg).

## Cultura

### Scuole
A San Pietro c'è una scuola elementare per il gruppo di lingua tedesca.